# Per Tofte Nielsen
Per Tofte Nielsen (født 24. januar 1960 i København) er en dansk skuespiller og komiker.
Nielsen debuterede i Kampen om den røde ko i 1987, og har siden medvirket i flere spillefilm samt i reklame- og novellefilm. Han har desuden været aktiv i komikgruppen Two Tons of Fun og Clownefestival med Benny Schumann.

## Filmografi
- Kampen om den røde ko (1987)
- De frigjorte (1993)
- Olsen-bandens sidste stik (1998)
- Grev Axel (2001)